# Monochamus camerunensis
Monochamus camerunensis là một loài bọ cánh cứng trong họ Cerambycidae.